# دومینیک استروس-کان
دومینیک گاستون آندره استروس-کان (به فرانسوی: Dominique Gaston André Strauss-Kahn) (زاده ۲۵ آوریل ۱۹۴۹) اقتصاددان، حقوقدان و سیاست‌مدار فرانسوی و عضو حزب سوسیالیست فرانسه است، وی از ۱ نوامبر ۲۰۰۷ تا ۱۸ مه ۲۰۱۱ ریاست صندوق بین‌المللی پول را برعهده داشت.

## خانواده
استروس-کان در یک محله ثروتمندنشین در پاریس متولد شد. پدر وی ژیلبر استروس-کان یک حقوقدان یهودی و مادرش مسیحی کاتولیک و از یک خانواده سفاردی یهودی اهل تونس بود.
دوران کودکی را به همراه خانواده در اگادیر مراکش و موناکو زندگی کرد. بعد از چند سال به پاریس بازگشتند و استروس-کان در آنجا دوران دبیرستان را به اتمام رساند. وی دکترای خود را در علوم اقتصادی گرفته و با گذراندن دیپلم آگرگاسیون به اخذ مدرک مدرسی نیز نایل شد.

## سمت اجرایی
دومینیک استروس کان، یا به تعبیر عامیانه و رسانه‌ها "دسک" که اصالتا یهودی است، از نیروهای بانفوذ حزب سوسیالیست فرانسه می‌باشد. وی که از بیستم اکتبر 2007 دبیرکل صندوق بین المللی پول شده؛  پیشتر نیز وزیراقتصاد فرانسه بوده است. استروس کان در دوران نخست وزیری "لیونل ژوسپن"، وزارت اقتصاد فرانسه را در دست داشت.

## تجاوز به زنان
به نوشته روزنامه فرانسوی لو فیگارو، میشل روکار نخست‌وزیر اسبق فرانسه در اظهاراتی بیان کرد، دومینیک استروس کان رئیس سابق صندوق بین‌المللی پول آشکارا یک بیمار روانی است. اظهارات روکار در پی افشای چندین مورد از تلاش‌های استراوس-کان برای تجاوز به زنان خبرنگار، منشی، ارباب رجوع، خدمتکار و… در موقعیتهای مختلف نشان دهنده تأیید این جرایم تلقی شده‌است.

## دستگیری
ساعت ۱۶ و ۴۰ دقیقهٔ بعدازظهر شنبه ۱۴ مه سال ۲۰۱۱ به وقت نیویورک، دو مأمور پلیس فرودگاه جان اف کندی وارد هواپیمای آمادهٔ پرواز «ایر فرانس» شدند و دومینیک استروس-کان را بازداشت کردند. او به اتهام سوءاستفاده جنسی و تلاش برای تجاوز جنسی بازداشت شد. این اتهام بر اساس ادعای زنی وارد شده که در هتل سوفیتل در نیویورک که محل اقامت دوینیک استراوس کان بوده، به عنوان خدمتکار مشغول به کار بوده‌است. استروس کان از مصونیت دیپلماتیک برخوردار نبود و به همین جهت بازداشت شد.
این رسوایی و پروندهٔ قضایی مترتب بر آن موجب استعفای او از ریاست صندوق بین‌المللی پول و همچنین مانع از حضور وی در انتخابات داخلی حزب سوسیالیست در سال ۲۰۱۱ برای تعیین نامزد حزب در انتخابات ریاست جمهوری ۲۰۱۲ شد.

در ژوئن ۲۰۱۵ استراوس کان از اتهام قوادی برای سکس پارتی‌هایی که در هتلی در شهر لیل برگزار می‌شد، تبرئه شد.